# يمجوم
يمجوم هي بلدية في Leer district ‏، شمال غرب سكسونيا السفلى، ألمانيا. وتعرف الأرض باسم Rheiderland (ألماني) أو Reiderland (هولندي). وتقع رايدرلند شرق فريزيا.